# Edyta Koryzna
Edyta Żuk, coniugata Koryzna (Białystok, 19 marzo 1973), è un'ex cestista polacca.

## Carriera
Con la Polonia ha disputato i Giochi olimpici di Sydney 2000 e due edizioni dei Campionati europei (2001, 2003).